# Diphyus orbitalis
Diphyus orbitalis är en stekelart som först beskrevs av Cameron 1905.  Diphyus orbitalis ingår i släktet Diphyus, och familjen brokparasitsteklar. Inga underarter finns listade.